# Albert William Herre

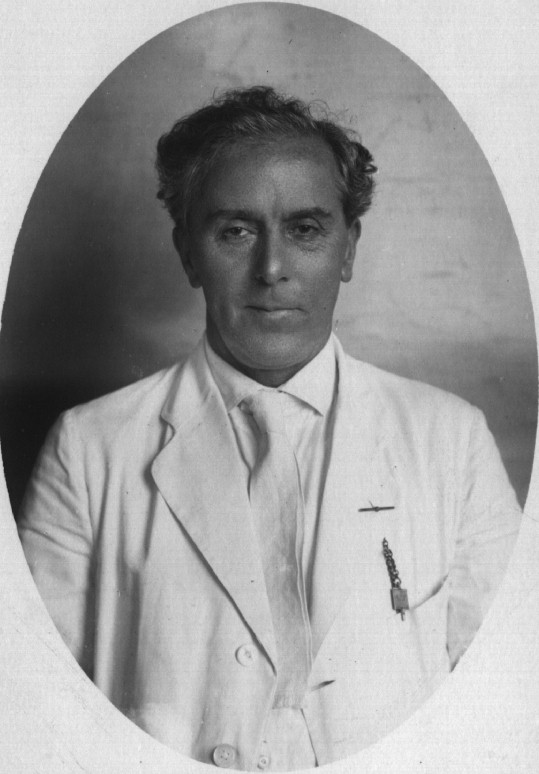
Albert William Christian Theodore Herre, 1927

Albert William Christian Theodore Herre (* 16. September 1868 in Toledo, Ohio; † 16. Januar 1962 in Santa Cruz, Kalifornien) war ein US-amerikanischer Flechtenkundler und Ichthyologe, der sich insbesondere mit den Fischen des indo-pazifischen Raumes beschäftigte.
1903 graduierte er zum Bachelor of Science in Botanik an der Stanford-Universität gefolgt vom Master’s Degree und Ph.D. auf dem Gebiet der Ichthyologie.
Herre leitete von 1919 bis 1928 die Fischereiabteilung des Bureau of Science in Manila auf den Philippinen. In dieser Zeit entdeckte und beschrieb er besonders viele neue Fischarten.

## Werke
- Albert W. Herre: Fishery resources of the Philippine Islands. Bureau of Print, Manila 1927.
- Albert W. Herre: The fishes of the Herre Philippine expedition of 1931. Gregg, Kentfield 1934.
- Albert W. Herre: Fishes of the Crane Pacific expedition. Field Museum of Natural History, Chicago 1936.
- Albert W. Herre: Check list of Philippine fishes. United States Government Printing Office, Washington 1953.